# Сайвар Биргиссон
Сайвар Биргиссон (исл. Sævar Birgisson; 15 февраля 1988 года, Рейкьявик) — исландский лыжник, участник Олимпийских игр в Сочи.

## Карьера
В Кубке мира Сайвар Биргиссон дебютировал 13 марта 2013 года, с тех пор стартовал в двух личных гонках в рамках Кубка мира, но не поднимался в них выше 69-го места и кубковых очков не завоёвывал.
На Олимпийских играх 2014 года в Сочи занял 72-е место в спринте и 74-е место в гонке на 15 км свободным стилем, а так же был знаменосцем своей команды на церемонии открытия Олимпиады.
За свою карьеру принимал участие в одном чемпионате мира, на чемпионате мира 2013 года был 30-м в командном спринте, 91-м в спринте и 131-м в гонке на 15 км свободным стилем.